# Liviu Hodorcă
Liviu Hodorcă (Rumania; 1 de julio de 1961 – 19 de junio de 2023) fue un jugador de rugby rumano que jugó en las posiciones de fullback y wing.

## Carrera

### Club
Jugó toda su carrera con el Steaua Bucarest de 1983 a 1994, equipo con el que fue campeón nacional en seis ocasiones y ganó tres subcampeonatos.

### Selección nacional
Jugó para Rumania en 11 ocasiones de 1984 a 1988 donde anotó dos tries, ocho puntos; y participó en la Copa Mundial de Rugby de 1987, la que fue la primera aparición de Rumania en una Copa Mundial, donde jugó de titular ante Zimbabue.

## Logros
- Liga Nacional de Rugby de Rumania: 6

1983–84, 1984–85, 1986–87, 1987–88, 1988–89, 1991–92